# 皮部
皮部（ひぶ）は、漢字を部首により分類したグループの一つ。
康熙字典214部首では107番目に置かれる（5画の13番目、午集の13番目）。

## 概要
「皮」字は獣の皮を剥ぎ取ることをいう。
引伸して皮膚、植物の表皮、地表などをいう。
『説文解字』では「又」を意符とし「為」の省略形を声符とする形声文字とするが、古字を見るかぎり「為」とは関係なく、獣皮を表す「革」字の半分を取り去ったものと手を表す「又」が組み合わさった会意文字である。
偏旁の意符としては皮膚に関することを示す。また声符としてはヒやハといった音を表す。
皮部は上記のような意符を構成要素に持つ漢字を収録する。

## 部首の通称
- 日本：けがわ・ひのかわ
- 韓国：가죽피부（gajuk pi bu、かわの皮部）
- 英米：Radical skin

## 部首字
皮
- 中古音
  - 広韻 - 符羈切、支韻、平声
  - 詩韻 - 支韻、平声
  - 三十六字母 - 並母
- 現代音
  - 普通話 - ピンイン：pí 注音：ㄆㄧˊ ウェード式：p'i2
  - 広東語 - Jyutping:pei4 イェール式:pei4
- 日本語 - 音：ヒ（漢音・呉音） 訓：かわ
- 朝鮮語 - 音：피(pi) 訓：가죽（gajuk、皮革） 거죽（geojuk、表皮・表面）

## 例字
- 皮
- 5皰・7皴・9皸・皷・10皺